# Curug (Tegowanu)
Curug is een bestuurslaag in het regentschap Grobogan van de provincie Midden-Java, Indonesië. Curug telt 1950 inwoners (volkstelling 2010).